# Nándor Wagner
Nándor Pal Wagner, född 7 oktober 1922 i Oradea i Rumänien,  död 15 november 1997 i Mooka i Japan, var en ungersk-svensk-japansk skulptör, målare, tecknare och grafiker.

## Biografi

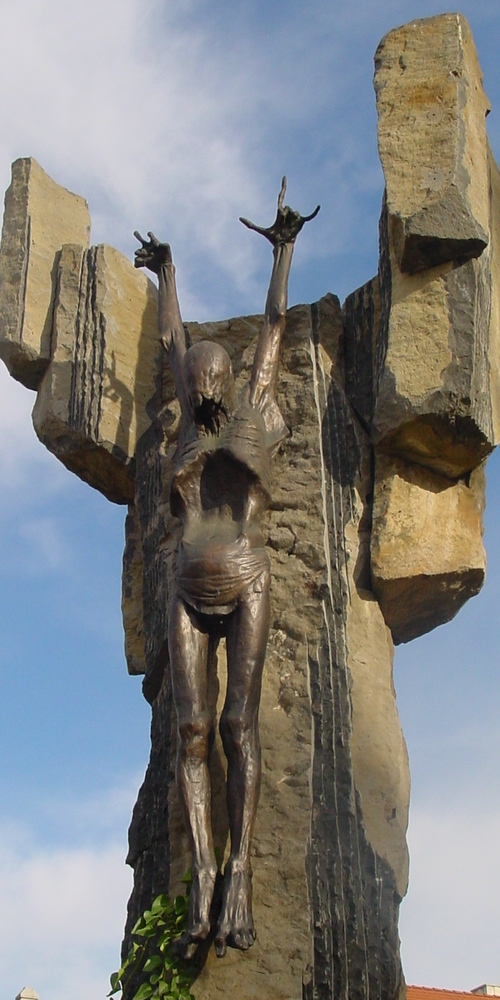
Corpus Hungaricum (1999) i Székesfehérvár, Ungern.

Han var son till tandläkaren Nándor Wagner och Elisabetta Kovacs och gift första gången med Dr.fil. Teodora Györffy med vilken han fick 4 barn, Nandor Ivan Zoltán 1950, Zoltan Ivan Nándor 1952, Katalin Teodora 1955 samt Bálint Marton Alfons 1957 och andra gången 1966 med Chiyo Akiyama.

### Ungern
Wagner gick i skola i Oradea och studerade därefter arkitektur i hemstaden i slutet av 1930-talet innan han fortsatte med studier i skulptur och måleri vid Konsthögskolan i Budapest 1940–1947 samtidigt som han bedrev akademiska studier vid universitetet. Han var under fyra år knuten till restaurerings- och förnyelseverksamheten inom landets museiväsen men avsattes från den posten i samband med Stalinepokens inträde i Ungern. Han var därefter verksam som fri konstnär och nådde en stor framgång som skulptör. År 1950 fick han i uppdrag att bygga upp ett regionalt museum i Székesfehérvár. Mellan 1951 och 1952 tillkom skulpturen Corpus Hungaricum som var tänkt att placeras i ett klotformat kapell på Rózsadomb, ett elegant villaområde i Budapest. År 1954 presenterade Nándor Wagner den ungerska arbetarpoeten József Attilas staty på den årliga ungerska konstutställningen. Statyn "tas bort" för gott. År 1955 restes statyn Vattenbärande flicka med åtta grodor som är en stenskulptur med grodor i aluminium, på Dózsa György torg i Sztálinváros. År 1956 valdes Nándor Wagner in i Ungerska Konstnärernas Revolutionära Kommitté. Under den ungerska revolten 1956 tvingades han fly landet och kom via Österrike till Sverige. Hans vänner och studenter räddade många av hans verk till Kung Stefans Museums lagerlokaler i Székesfehérvár. Till hans konstnärliga utbildning hör även årslånga studier i Österrike och Italien samt studieresor till Frankrike och England.

### Sverige

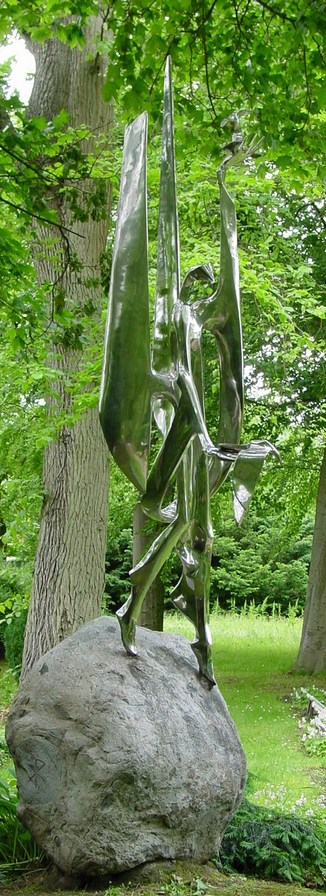
Ängel (1963) Norra Kyrkogården i Lund, Sverige.

Wagner kom till Sverige 1956 och blev svensk medborgare. Han undervisade privat i teckning, experimenterade med nya tekniska lösningar för stålskulpturernas speciella krympningsproblem och utarbetade en speciell teknik för att kombinera pappersgravering med måleri samt utvecklade en ny typ av utomhusbelysning genom att använda ljusenergin på ett speciellt sätt. Han experimenterade flitigt med okonventionella material och tillvägagångssätt vid skapandet av sina skulpturer, målningar och grafiska arbeten. Han fann slutligen att det rostfria stålet passade honom och den första plastiska skissen för en stålskulptur tillkom 1958 och 1963 restes på Lunds norra kyrkogård hans monument över begravda polska koncentrationslägersoffer. Skulpturen framställer Bibelns ängel som förkunnar Kristus uppstånden med ett associationsväckande dekorativt tecken av stål och ljus. Bland hans övriga skulpturer märks gruppen Lekande barn på Valandstorget i Gävle, Clown i Oskarshamn, Falk i Tranås och den rörliga Mobil Clown som han utförde 1966. Han är dessutom representerad med plastiska arbeten i Ystad, Alingsås, Mjölby och Eslöv. Separat ställde han ut i bland annat Köpenhamn och ett flertal gånger i Budapest. Tillsammans med Ivan Vincze ställde han ut på Skånska konstmuseum i Lund och tillsammans med Agnes Anderson och Adrianus van Arkel på Galerie Æsthetica 1958 samt i Lund 1958 tillsammans med Görel Leijonhielm och Ivan Vincze. Han medverkade i samlingsutställningar med Skånes konstförening och i Den Frie Udstilling i Köpenhamn. Wagner är i Sverige representerad vid Arkiv för dekorativ konst och Lunds universitets konstsamling.

### Japan
Wagner flyttade 1970 till Japan med sin hustru, Chiyo Akiyama-Wagner, och blev japansk medborgare.
| ”               | Jag strävar här efter samma mål, att visa de ungerska konstnärernas trovärdighet och autenticitet. Jag är övertygad om att mitt arbete är viktigt och att jag tjänar mitt land genom mitt arbete. Om Nationen skall leva, måste vi följa István Széchenyis väg. Vi måste hitta en utväg som leder bort från mängden av lidande och förnedrande dumhet. Det är min övertygelse att mitt arbete är en ett steg i denna riktning. | „ |
| – Nándor Wagner | |   |

Serien Sidenvägen färdigställdes och intäkterna gav möjlighet att grunda Tao-institutet som stödjer unga konstnärer. Skulpturen De resandes skyddshelgon sattes upp framför Narita View Hotel i närheten av Narita flygplats. Filosofins trädgård med representanter från alla världsreligioner är kanske det mest kända konstverket av Nándor Wagner. Skulpturerna  föreställer Abraham, Akhenaton, Jesus, Buddha, Lao Zi stående på fem punkter av en halvcirkel samt Franciskus av Assisi, Bodhidharma och Gandhi på tre punkter av en triangel som knyts samman med halvcirkeln.
Då Nándor Wagner dog i Mooka i Japan restes över hans grav skulpturen Reinkarnation som han hade gjort i Sverige och skickat över till Japan. Den 4 december 2009, till åminnelse av de diplomatiska förbindelser mellan Japan och Ungern som etablerats 140 år tidigare och återupptogs 1959, invigdes  Wagners skulpturkomposition Filosofins trädgård i Filosofins Park (Testugakudo) i Tokios Nakano distrikt. En staty av Hammurapi, Justinianus och prins Shotoku, skapare av Japans konstitution, sattes upp i Tokyo. Den 18 november 2010  avtäcktes Moder Jord, en symbol för moderskärlek, i Maruyamaparken i Sapporo.

### Ungern
Den 6 oktober 1999 restes Corpus Hungaricum i Székesfehérvár på torget bredvid  den lutherska kyrkan. Den 18  oktober 2001 kom Filosofins trädgård till Budapest. Före sin död donerade Nándor Wagner skulpturen till staden Budapest. Kompositionen placerades på Gellértberget med ett motto vid foten: "För en  bättre förståelse oss människor emellan". Budskapet från världsreligionernas grundare är enligt konstnären inte skillnaden mellan religionerna utan det som knyter dem samman. Det är därför den kom till hjärtat av Europa. "Vi är knutpunkten mellan öst och väst".

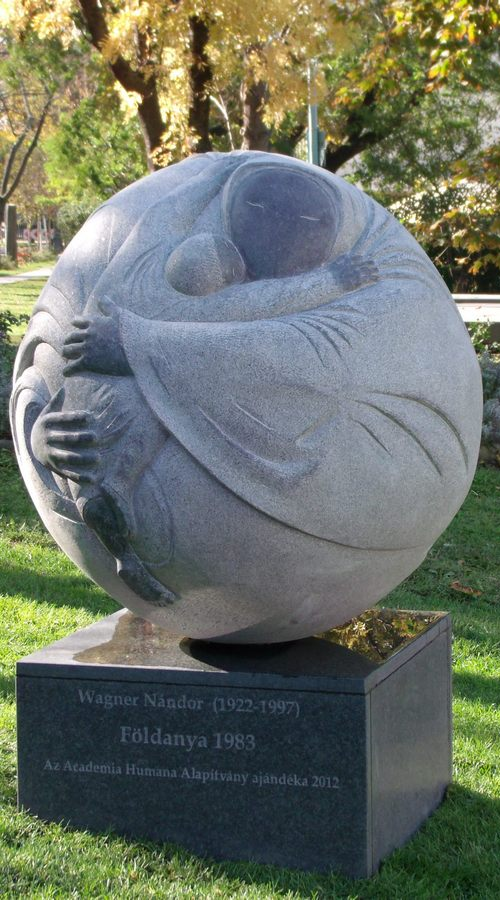
Moder Jord (2012) Budapest, Ungern.

Den 7 oktober 2012 invigdes Moder Jord på slottet i Buda.

### Rumänien
Den 1 maj 2005 invigdes en staty av poeten Attila József i konstnärens hemstad Oradea, ett halvt sekel efter att den presenterades på en konstutställning.

## Offentliga verk i urval
- Ängel, monument över andra världskrigets polska offer och flyktingar, gjutet rostfritt stål, 1963, Norra Kyrkogården i Lund
- Barnet i centrum, relief på kopparplåt, 1963, Domusvaruhuset i Alingsås
- Jonglör (Pierrot), gjutet rostfritt stål, 1964, Forum, Oskarshamn

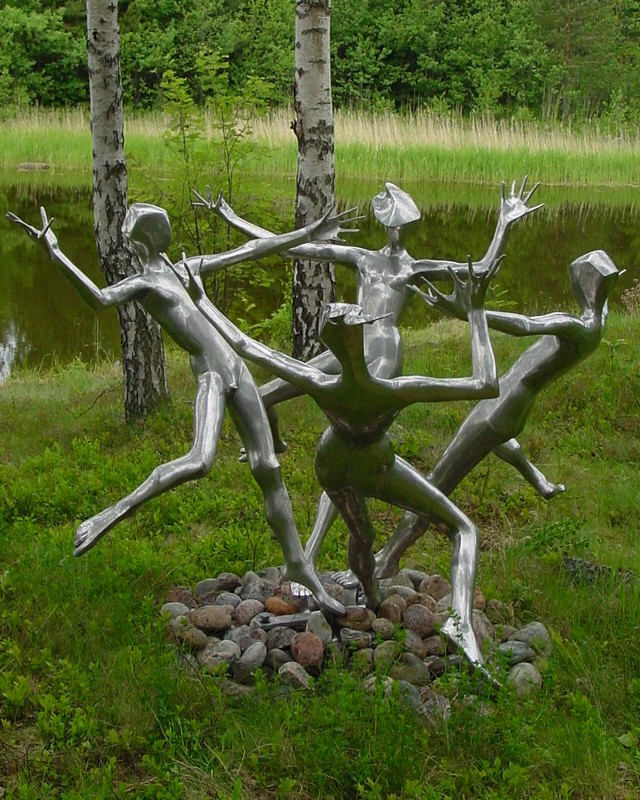
Dansande barn, gjutet rostfritt stål, 1964, Valandhuset i Gävle (från 1995 i privatsamling på Eskön)
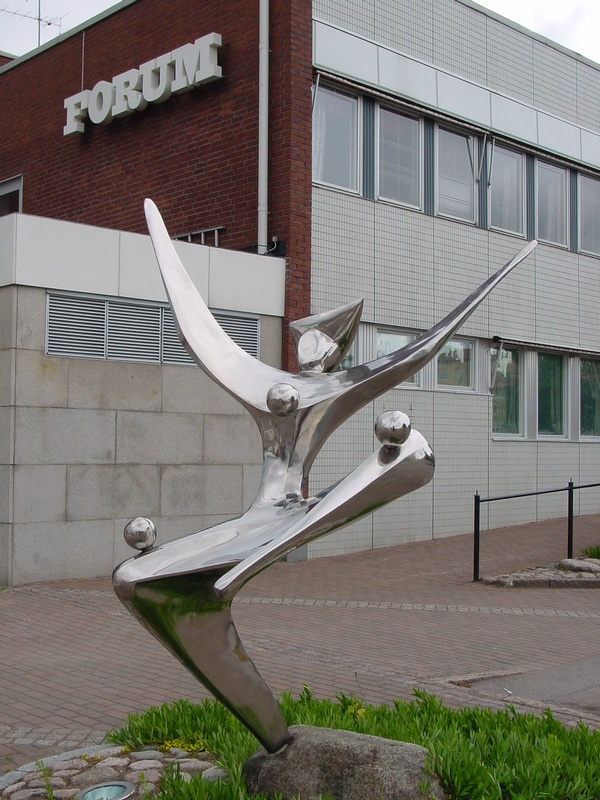
Jonglör (Pierrot), Forum i Oskarshamn.

- Tyst fontän, diabas, 1965,  Eslövs vårdhem i Eslöv, omplacerad 1965 till entrén till Ölyckeskolan i Löberöd
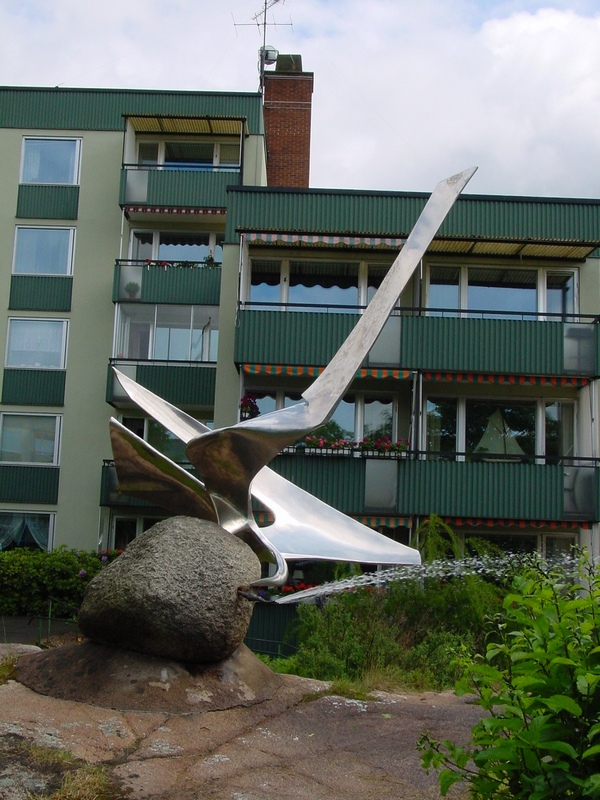
Fågel, gjutet rostfritt stål, 1965, Falkberget i Tranås
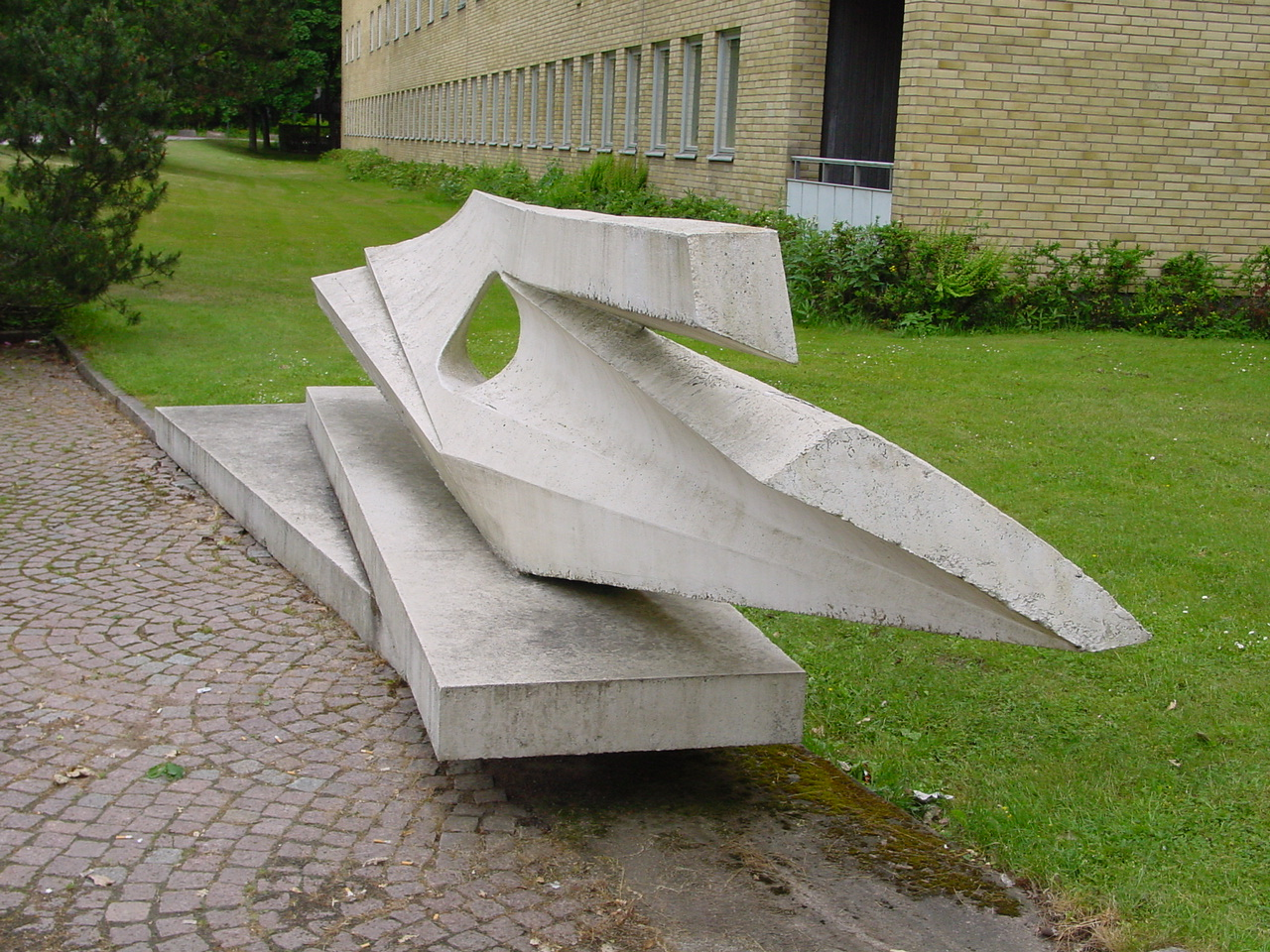
Ljus och skugga, gjuten betong, 1969, Oskarshamns sjukhus
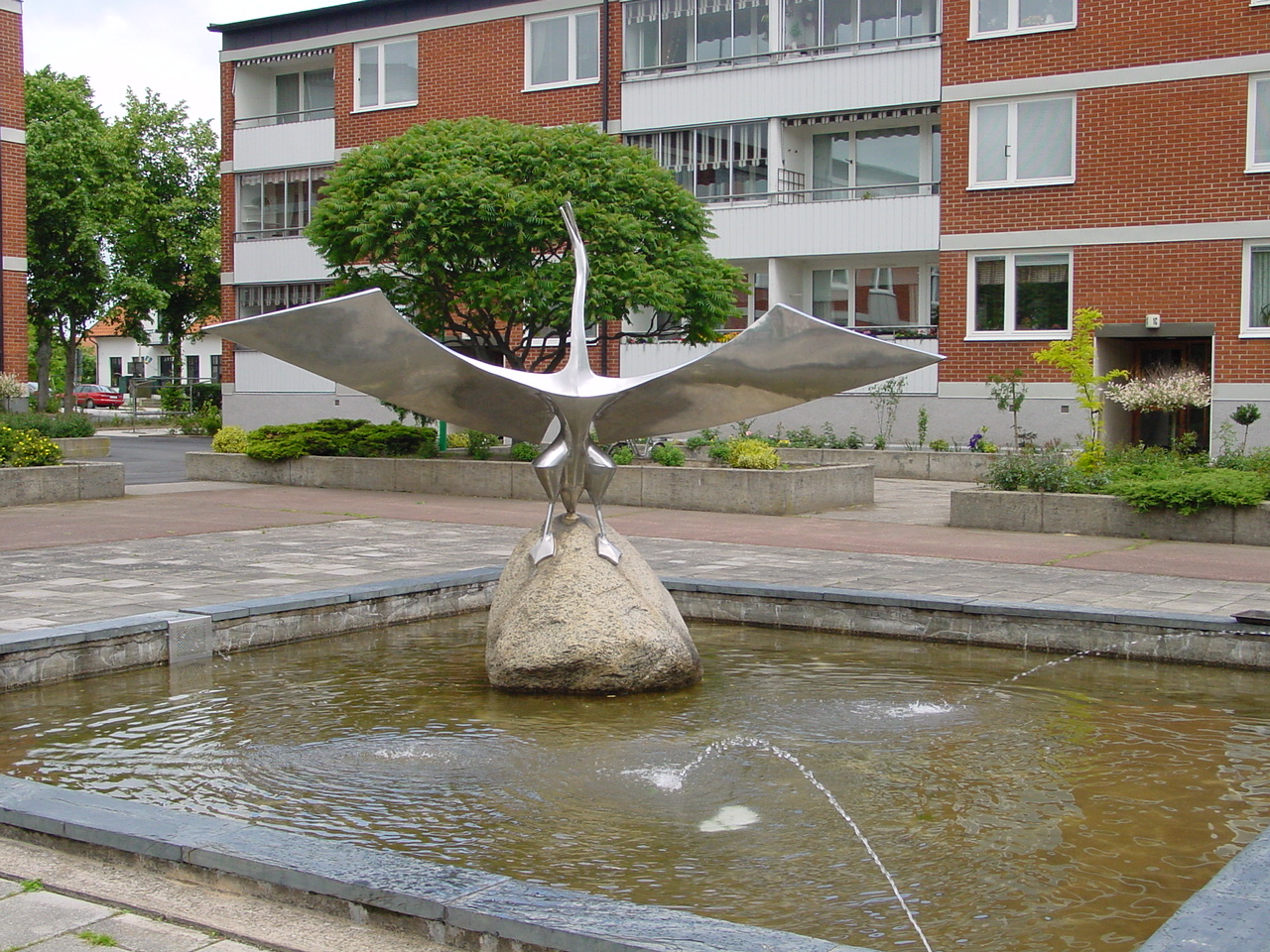
Fontänen Nils Holgerssons underbara resa i Eslöv,
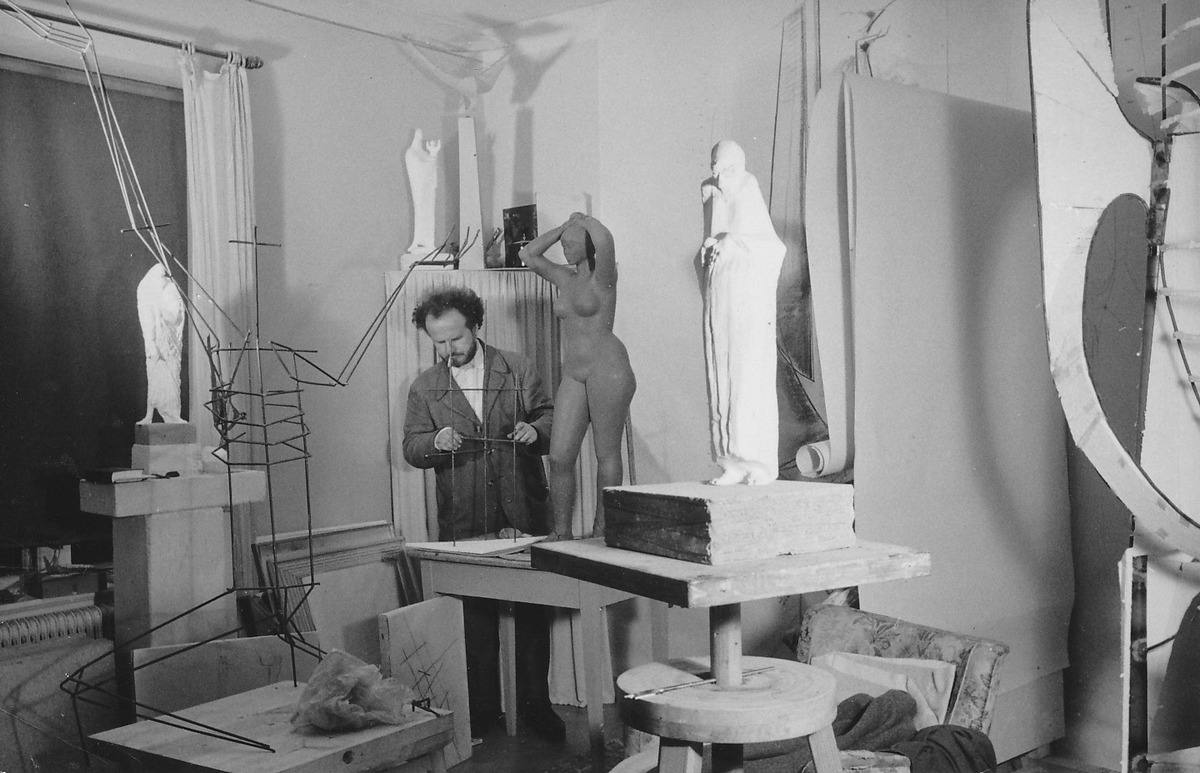
Nándor Wagner i arbetslokal i Lund.
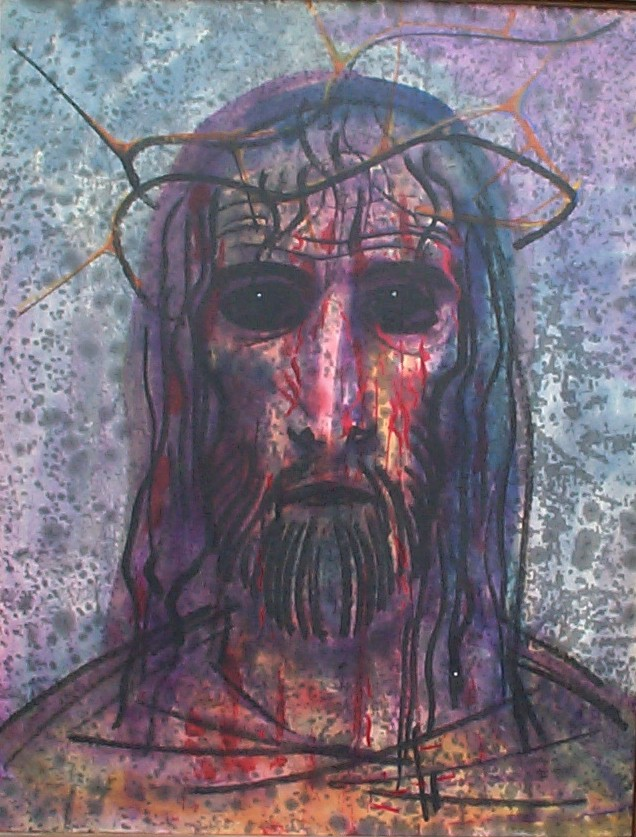
Jesus Christ, papperstakmålning.
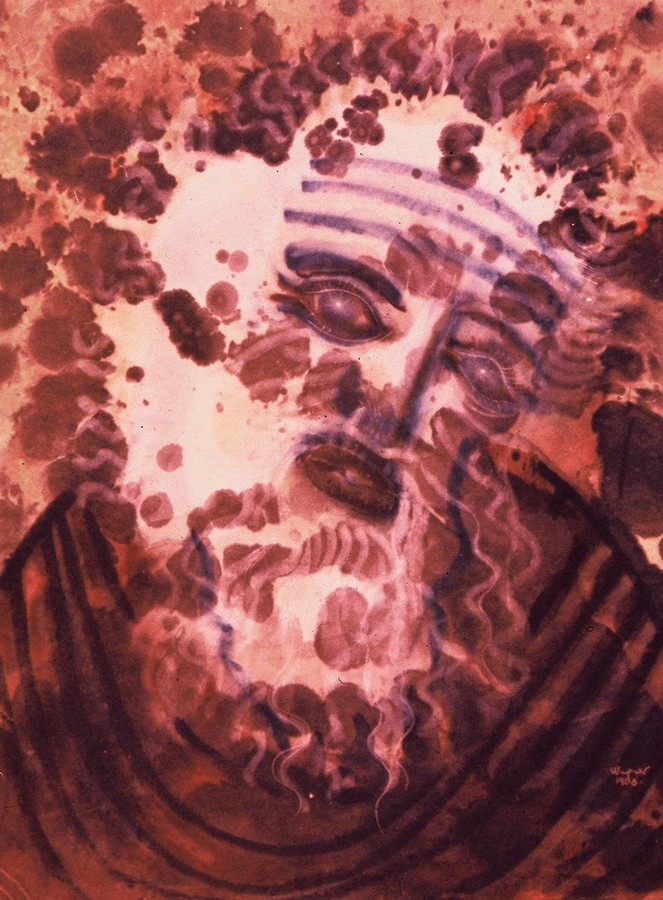
Siare, papperstakmålning.
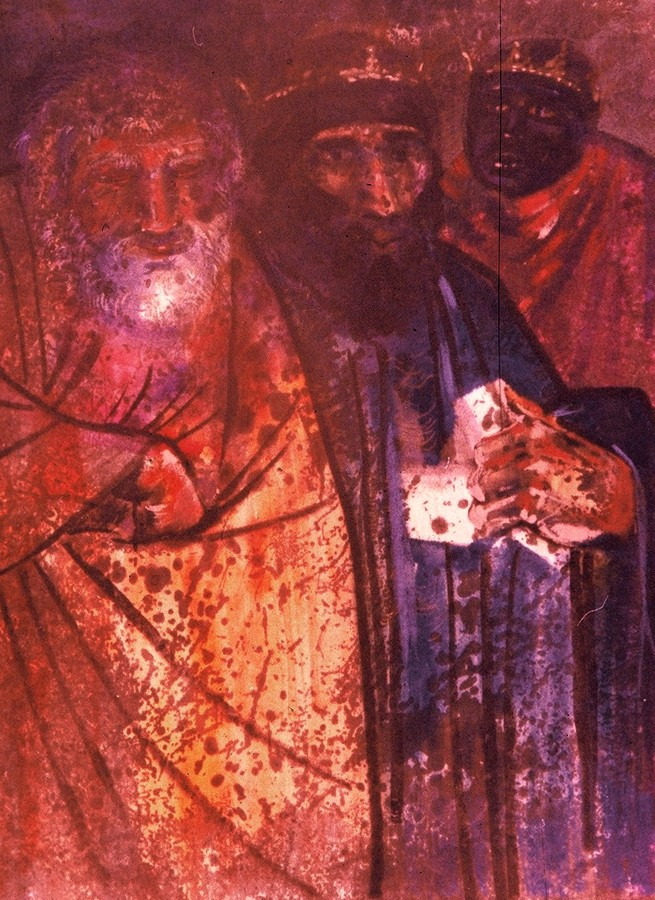
De tre vise männen, papperstakmålning.
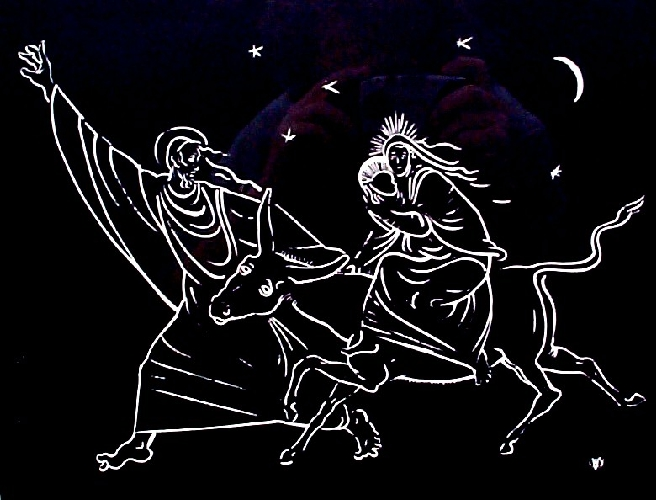
Flykten till Egypten, tegelbild.
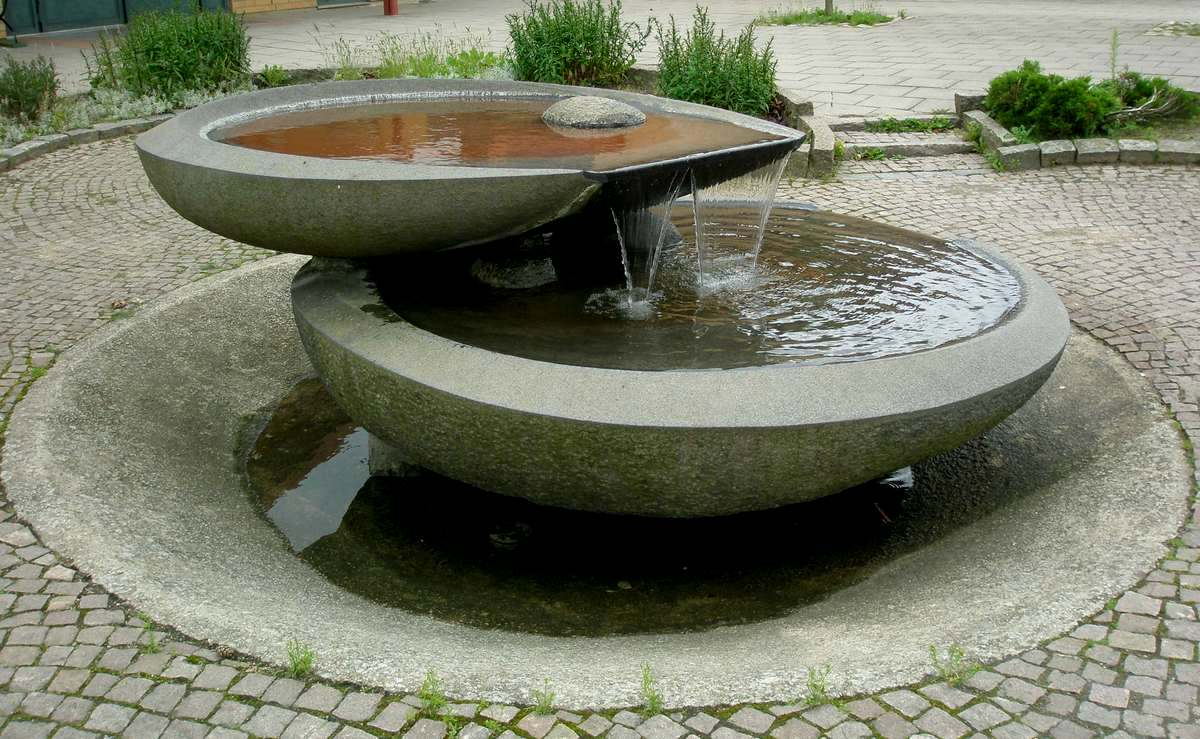
Tyst fontän i Ölyckeskolan i Löberöd.
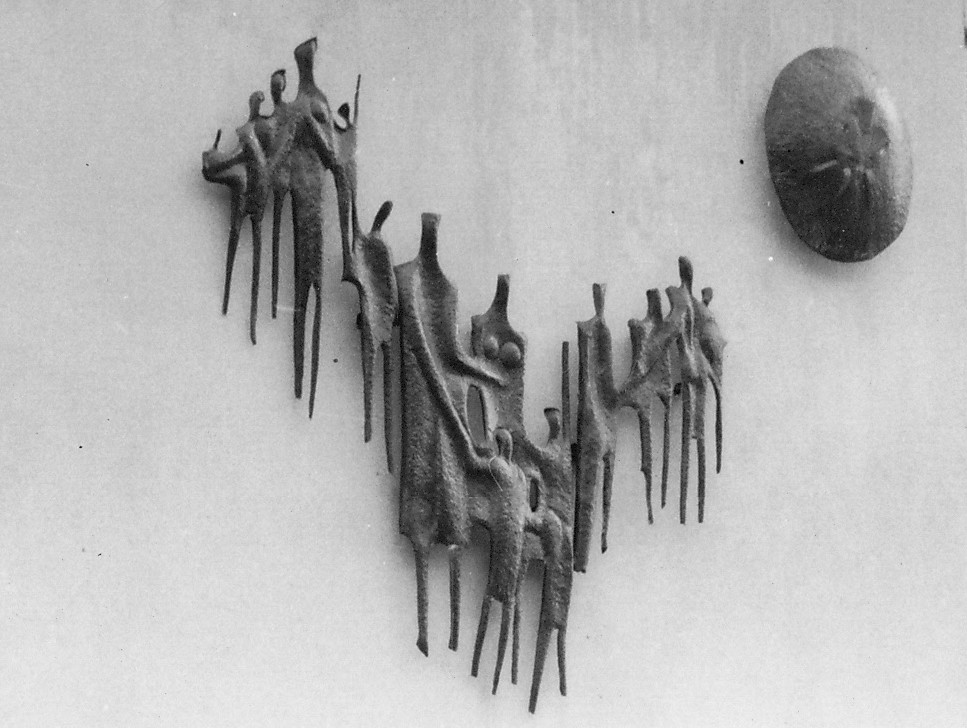
Barnet i centrum, Alingsås

- Gås i Eslöv